# 鮑⿰王輦
鮑⿰王輦（1456年—？），字重器，山東青州府壽光縣人，竈籍，明朝政治人物。

## 生平
成化十六年（1480年）庚子科山東鄉試第四名舉人，弘治六年（1493年）癸丑科三甲第一百五十六名進士。任山西太原府知府。

## 家族
曾祖鮑友直；祖父鮑祥；父鮑通。嫡母柳氏；生母范氏。慈侍下。